# Пјаноза (Ливорно)
Пјаноза је насеље у Италији у округу Ливорно, региону Тоскана.
Према процени из 2011. у насељу је живело 10 становника. Насеље се налази на надморској висини од 15 м.